# Arthroderma quadrifidum
Arthroderma quadrifidum är en svampart som beskrevs av C.O. Dawson & Gentles 1961. Arthroderma quadrifidum ingår i släktet Arthroderma och familjen Arthrodermataceae.   Inga underarter finns listade i Catalogue of Life.